# رنگ زندگی تو

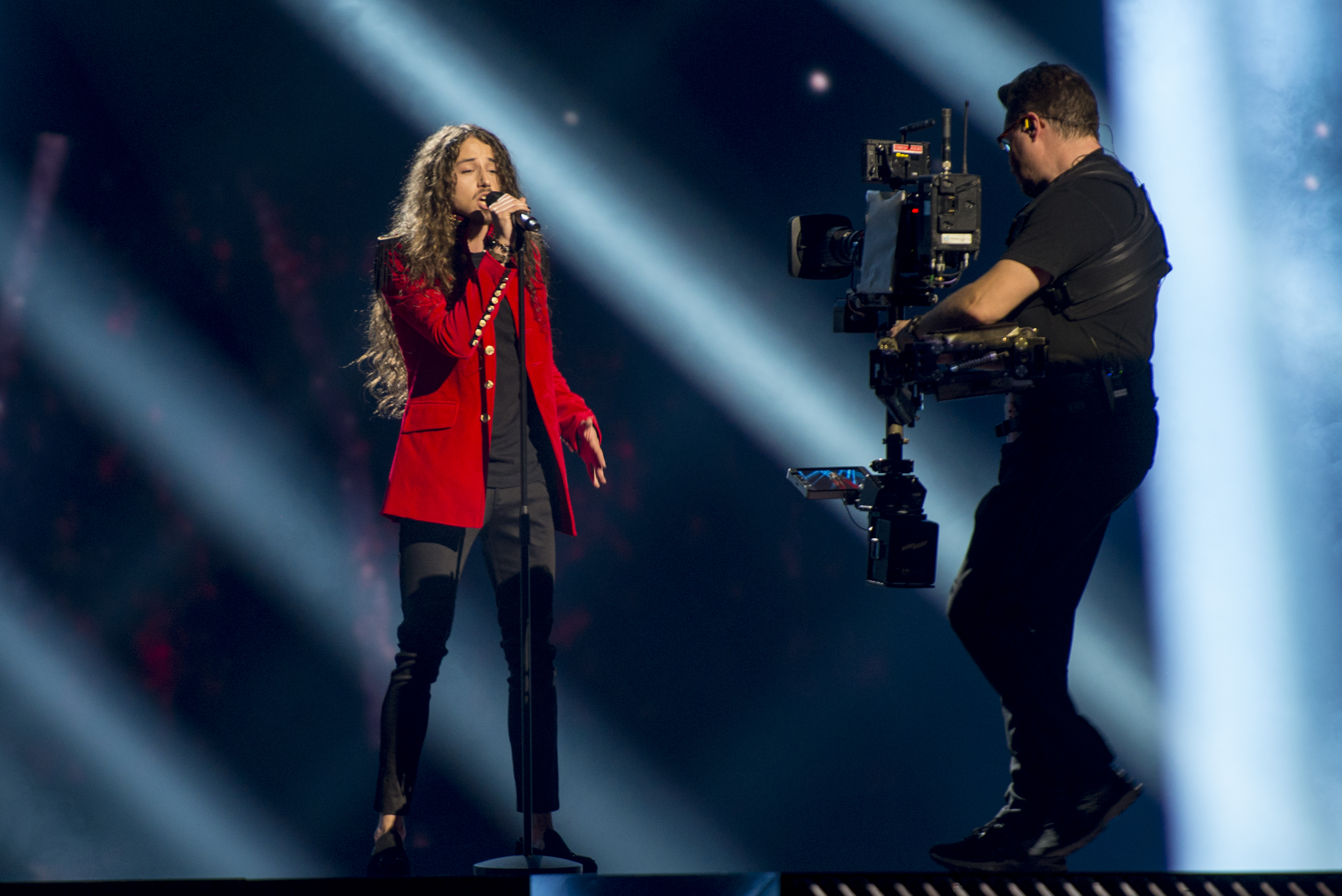
اسزپاک در حال اجرای «رنگ زندگی تو» در مسابقهٔ آواز یوروویژن در استکهلم، ۲۰۱۶ میلادی

«رنگ زندگی تو» (به انگلیسی: Color of Your Life) تک‌آهنگی از هنرمند اهل لهستان، مایکال اسزپاک است که در سال ۲۰۱۶ میلادی منتشر شد.
اسزپاک با این ترانه در سال ۲۰۱۶ میلادی به نمایندگی از لهستان در مسابقهٔ آواز یوروویژن شرکت کرد و موفق شد در رقابت نهایی با ۲۲۹ امتیاز به جایگاه هشتم دست یابد.